# فرانسزگ رخیس
فرانسِزگ رخ (کاتالونیایی: Francesc Regis؛ ‏تلفظ در کاتالان: [fɾənˈsɛzg]؛ زادهٔ ۳۰ سپتامبر ۱۹۹۶) بازیکن فوتبال اهل اسپانیا است.
از باشگاه‌هایی که در آن بازی کرده‌است می‌توان به باشگاه فوتبال ایبار اشاره کرد.